# Steam Machine
Steam Machines es una combinación entre videoconsola y ordenador personal que son manufacturadas y distribuidas a partir del 10 de noviembre de 2015 por diferentes distribuidores, basadas en las especificaciones trazadas por Valve Corporation. Las consolas ejecutarán SteamOS, un sistema operativo de código abierto basado en Debian GNU/Linux, hecho para juegos y otros entretenimientos, y capaz de ejecutar cientos de juegos actualmente en el catálogo Steam, así como los próximos títulos de desarrolladores AAA. Los dispositivos serán libres de modificar. La línea de Steam Machines prefabricadas tendrán una amplia gama de hardware, lo que permite optimizar la potencia, tamaño, precio y otras características. Valve también está desarrollando un control táctil con interfaz háptica, destinado a proveer a los jugadores con un nivel de precisión similar al ratón y el teclado utilizados en muchos juegos de PC, así como proporcionar la funcionalidad de un controlador de una consola común.

## Desarrollo

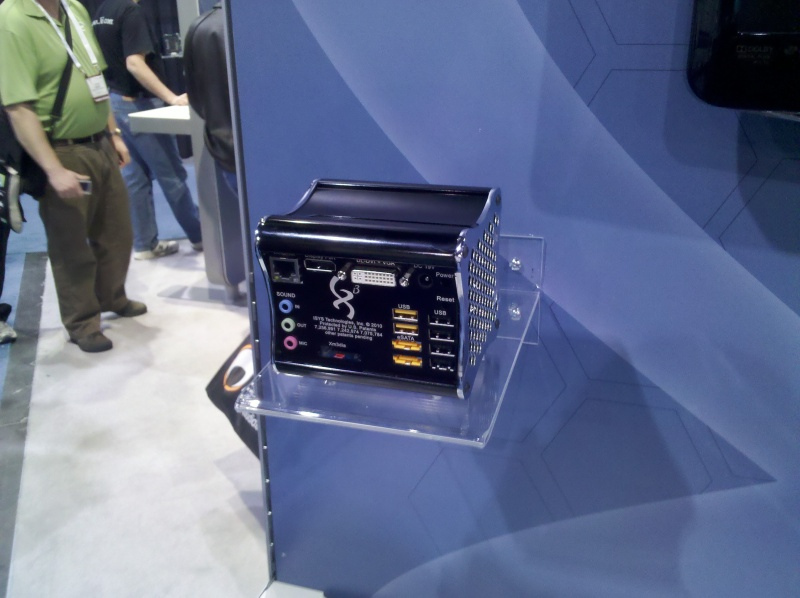
Un prototipo del ordenador modular de Xi3, "Piston" mostrado en el CES2011 demuestra muchas de las características previstas para ser añadidas a la Steam Box.

Antes del anuncio oficial de Valve sobre las Steam Machines, rumores del plan de Valve sobre adentrarse en el mercado de hardware se han desarrollado en la industria. Valve anunció que estaba considerando desarrollar una consola de videojuegos para finales de 2012 Periodistas de la industria provisionalmente llamaron al hardware "Steam Box". Funcionaría como una unidad dedicada a hacer funcionar Steam para permitir a los jugadores lanzar juegos, media, y otras funciones que el cliente ya proporciona. El hardware de la unidad se espera que sea cuidadosamente controlado de modo similar a otras consolas de videojuego. Una parte del software se espera que permanezca abierta; por ejemplo, la unidad se espera que se envíe con un sistema operativo Linux, pero el usuario podrá instalar Microsoft Windows si lo desea. Valve aún no ha fijado la fecha anticipada de salida, pero no espera que la unidad esté disponible en 2013. La empresa anticipa la producción de un número limitado de unidades prototipo para ser distribuidas a los clientes en 2014 para juzgar su interés y recibir comentarios.
Gabe Newell explicó que la estrategia de Valve es el desarrollo de una sola unidad de hardware a sí mismos como el modelo por defecto, llamado internamente "Bigfoot", y trabajar con otros fabricantes de ordenadores que quieran ofrecer la misma experiencia de usuario, pero con diferentes configuraciones de hardware que no ofrece el modelo Valve; por ejemplo, Valve no espera para incluir una unidad óptica debido al tamaño y coste, pero esto puede ser una característica ofrecida por un socio de fabricación. Él también imagina al software con capacidades de seleccionar opciones, permitiendo que solo la consola trabaje con cualquier monitor de televisión dentro de la casa. Newell afirmaron que también es probable que el desarrollo de controladores para la unidad que integran datos biométricos del jugador y las opciones de seguimiento de la mirada, alegando que las respuestas involuntarias del jugador son más útiles que otras formas de entrada de jugador como el control de movimiento. Gabe Newell explicó que la estrategia de Valve es desarrollar una simple unidad de hardware.
En centro escolar del lago Consumer Electronics Show, la empresa de hardware modular Xi3 Corporation presentó un PC modular prototipo con nombre en código "Piston". Esta unidad es una de las varias posibles diseños que Valve está mirando el modelo de hardware predeterminado para Steam Box, y está diseñado específicamente para ejecutar Steam en Linux y compatibles con el modo "Big Picture". La unidad se basa en el "nivel de rendimiento" modelo X7a de Xi3 y es ligeramente más grande que una mano humana, que contiene varios puertos de E/S para conectar a la alimentación, vídeo y señales de datos. Xi3 comenzaron a tomar reservas para la consola Piston en South by Southwest Festival en marzo de 2013, anticipando un alto nivel de interés en el hardware con los planes para liberar la unidad para su compra en general a finales de 2013. Valve ha aclarado que aunque se realizaron algunos trabajos de exploración inicial con Xi3, no han tenido una participación directa con las especificaciones de Pistón, y no es necesariamente representativa del diseño final para Steam Box.
La nota completa de las Steam Machines, así como toda la información relacionada con el SteamOS y los controladores Steam, fue hecho durante la semana pasada de septiembre de 2013.

## Hardware

### Consolas
Diferente a otros consolas de juegos, es ampliamente superior a las consolas next-gen,  pero una especificación mínima de equipo componentes de cómputo que serán necesitados para soporte el sistema operativo SteamOS y juegos desarrollados para él. Valve planea tener diferentes versiones al por menor de la Steam Box a través varias manufacturas de hardware, pero también permitirá a los usuarios crear sus propias unidades de componentes o modificar productos como deseen. Se espera que las unidades lleguen para 2014. Valve correrá una versión beta programa a finales de 2013, seleccionando a 300 usuarios de Steam para que prueben sus unidades de prototipos de hardware optimizados e iniciales versiones de los Steam Controllers.
Los primeros prototipos que se manden a los testeadores tendrán distintas configuraciones, y puede que no representen las especificaciones finales de la Steam Machine. Las consolas podrán incluir:
- CPU: Intel i7-4770, i5-4570, e i3
- Tarjeta gráfica: Nvidia Titan, GTX780, GTX760, y GTX660
- Memoria RAM: 16 GB DDR3-1600 (CPU), 2 GB GDDR5 para las GTX660 y GTX760, 3 GB para la GTX780 y 6 GB para la Titan (GPU)
- Disco duro: 1TB/8GB Hybrid SSHD
- Fuente de alimentación: interna 450 W 80 Plus

- Dimensiones: 30.5cm de ancho x 31.5cm de largo x 7.3cm de alto

Steam Controller
Junto con las especificaciones de hardware para la Steam Machine, Valve ha desarrollado nuevo control de juego llamado Steam Controller. El mando no está diseñado solo para juegos desarrollados para mandos de usuario, sino también para juegos tradicionales con mandos de teclado y ratón de modo que pueden ser jugados a través del mando. Aunque los mandos están diseñados para la plataforma de Steam Machine, puede también ser usado con Steam en PCs existentes.

## SteamOS
Las consolas Steam correrán SteamOS, un el sistema operativo basado en Linux que expande el sistema de cliente actual y agrega funcionalidad así como compartir medios, servicios, transmisión de vídeo, compartir en familia y restricciones parentales. El cliente tendrá la libertad para que cualquier usuario instale en su propia consola y conozca completamente las especificaciones técnicas de la misma.

## Juegos y programas
Los juegos serán desarrollados para correr en la versión nativa de Linux y SteamOS. Aunque la compatibilidad de Linux ya está ofrecida por la interfaz de programación de aplicaciones Steamworks, los jugadores también serán capaces de migrar juegos desde PC hacia la Steam Machines, permitiendo el acceso a juegos que son nativos en Windows o OS X.